# Ад Финес
Куршумлија лежи на темељима римских грађевина за које је утврђено да већина потиче из II века када је и почело да се развија ово насеље на ушћу Бањске у Топлицу.
Насеље је настало у близини кастела, војничког утврђења, као станица на битном трговачком путу Ниш - Љеш. Римски цар Александар Север дао је војницима земљу и дозволио им да станују ван логора и да се жене. Тада ничу већа насеља у околини. Римљани ово насеље називају Ad Fines што значи на крају јер је насеље било на граници две провинције, Далмације и Горње Мезије.
У административном погледу ова станица је била обухваћена градском територијом античког Наисуса.
На територији града су нађени бројни артефакти из поменутог периода као што су новац, надгробни и вотивни споменици, наоружање, посуђе, као и остаци некрополе  и гробница у порти манастира Свети Никола.
Значајно римско насеље и лечилиште развијало се и на простору данашње Куршумлијске бање, које је у римско време носило назив Aqua Basianarum. На простору бање пронађене су опеке и зидине античкиг грађевина, сребрни новац императора Филипа, римски надгробни споменик и други предмени из тог времена.
Ово лечилиште нису користили само војници и легионари, већ и државници тог времена, као и високи римски свештеник понтифекс Катијус Целер који је и поставио спомен плочу у знак захвалности због свог оздрављења у лековитим изворима бање.